# Zhijiang
Zhijiang (en chino, 枝江; pinyin, Zhījiāng (escuchar)ⓘ) es un municipio bajo la administración directa de la Prefectura Yichang. Se ubica al este de la provincia de Hubei, sur de la República Popular China. Su área es de 1374 km² y su población total para 2010 superó los 490 mil habitantes. 

## Administración
El municipio de Zhijiang se divide en 9 pueblos que se administran en 1 subdistrito y 9 poblados.

## Toponimia
El topónimo Zhijiang [/zhi-chiáng/] se compone de los sinogramas Zhi (ramal) y Jiang (río), recibe ese nombre porque aquí se ramifica el río Yangtse.